# Port lotniczy Loiyangalani
Port lotniczy Loiyangalani (IATA: LOY, ICAO: HKLY) – port lotniczy położony w Loiyangalani.